# 大野治房
大野 治房（おおの はるふさ）は、安土桃山時代から江戸時代初期にかけての武将。豊臣氏の家臣。茶人。

## 生涯
大野定長（佐渡守）の子として誕生。母は淀殿の乳母であり、大坂城の奥取締の大蔵卿局。兄に治長（修理）、弟に治胤（道犬）、治純（壱岐守）がいる。
大野氏の出生地には二説あるが、『尾張群書系図部集』は、通説となっていた丹後国丹後郡大野村で生まれたとするのは誤伝であり、尾張国葉栗郡大野村で生まれた城主一族であるとしている。大野氏はもとは石清水祠官（しかん）の家で、神職を失って美濃国に流れてきた大野治定（伊賀守）が、織田信長の命令で同地に大野城を築いて居城とした。この治定は祖父にあたり、定長はその子、大野城を継いだ治久は定長の弟（治長・治房兄弟から見れば叔父）にあたる。『南路志』によれば、尾張葉栗郡の同郷の毛利勝永とも、従兄弟の関係にあったという。
治房は幼少より豊臣秀頼に仕え、近習の1人であった。知行を5,000石の大身とする書籍もあるが、より確かな史料である『慶長16年禁裏御普請帳』によるとそれよりも少ない1,300石である。

### 大坂の役
慶長19年（1614年）からの大坂冬の陣では主要な武将の1人として籠城戦の総指揮を執り、船場方面（西側）の守備を統括した。
膠着状態の中、12月、塙直之（団右衛門）や米田監物らと共に本町橋から蜂須賀隊への夜襲を敢行して勝利した。
しかし包囲の長期化により和議派が台頭すると、治房は主戦派の筆頭として、兄らとも対立する。結局、治長と織田有楽の主導で徳川方との和睦が成立した。和睦後、治長が城内で襲われて負傷したが、これは治房が襲撃させたとも言われる。

慶長20年（1615年）4月に徳川家との和睦が破綻し、大坂夏の陣が始まると、4月27日、治房は大和郡山城を攻略するため2千余の兵の指揮を執り暗峠を越えて、ほとんど空城となっていた郡山城を攻撃して筒井定慶を逐い、城下を焼き払った。28日、治房は槙島玄蕃等と、住吉・堺に火を放ち、徳川方の水軍・向井忠勝・九鬼守隆らと交戦した。29日、更に治房は紀伊の浅野長晟を攻撃するため和歌山城を目指した。同時に紀伊および和泉で一揆を煽動し、豊臣軍の紀伊攻撃に呼応させる計画であった。治房は一揆勢の蜂起と呼応して攻めようと考えていたが、塙直之ら豊臣軍の先鋒と浅野勢との間で戦闘が開始されたため、戦場である樫井へ急いだ。しかし到着する前に塙直之らの部隊は壊滅し、浅野勢も退却していたため、大坂に引き返した。
5月7日、最後の決戦のため豊臣方は大坂城を出発し、治房は左翼岡山口の主将として計4,600の軍勢で布陣した。戦闘が始まると、治房隊は徳川勢先鋒の前田隊を攻撃、これを支援するために井伊隊・藤堂隊が動くと、混乱に乗じて前進配置した徳川秀忠旗本の一部に殺到して大混乱に陥れた。しかし次第に秀忠軍が反撃に転じ始め戦況が不利になると、治房は敗兵を収容しつつ城内に撤退した。その後、城が炎上すると玉造口から逃亡した。

### 消息不明
以後の消息については不明である。京で捕縛され斬首されたという説、逃亡はせずに大坂城に飛び込み焼死したという説、豊臣国松を擁して逃れたが奈良街道を経て宇治に至って土民に殺されたという説、播磨国姫路に逃亡して池田家家臣の内田勘解由に匿われたという説など諸説あるが、はっきりしない。
慶安2年（1649年）、江戸幕府の京都所司代・板倉重宗によって治房の捜索が行われた。
事の発端は、近江国箕浦の誓願寺の末寺・豊宝寺の僧が自らの落ち度で追放された後、逆恨みから高槻藩主・永井直清に「誓願寺の僧・智空は治房の娘婿であり、義兄弟の百助（治房の嫡子）に庇護を与え、討幕を企てている」と事実無根の内容を訴え出たために百助が捕らえられ、板倉重宗による尋問を受けた後、幕府の命により処刑された、という一件から生じたもので、生存が確認されたわけではない。
また、長崎奉行・馬場利重が治房の子であるという永井勘兵衛を捕らえて京に送り、尋問の後に処刑したと言う記録もある。

## 人物
- 茶の湯を古田織部（重然）に学んだ茶人でもあった。ある日、古田織部の風炉の茶の湯に招かれた。その時の正客は治房。そして大坂衆の岡村百々之介、三客以降は針屋宗春、大文字屋宗味、長谷川道茂、大文字屋宗怡ら京の豪商であった（「茶譜」[要追加記述]）[要出典]。

## 演じた人物
- 平泉成（真田太平記）1985年 NHK新大型時代劇
- 高橋和也（葵 徳川三代）2000年 NHK大河ドラマ
- 佐々木主浩（武蔵～MUSASHI～）2003年 NHK大河ドラマ
- 武田幸三（真田丸）2016年 NHK大河ドラマ